# 비스호른
비스호른(독일어: Bishorn, 4,153m)은 스위스 페나인 알프스에 바이스호른 바로 북쪽에 있는 산이다.
산에는 600m의 쉬운 각진 눈 능선으로 분리된 두 개의 뚜렷한 정상이 있다.

## 등반사
서쪽 및 더 높은 정상(4,153m), 1884년 8월 18일 가이드 요제프 임보덴과 JM 찬튼과 함께 GS 바르네스와 R. 체시르-워커가 처음으로 등정했다.
동쪽 정상(Pointe Burnaby, 4,134m)은 1884년 5월 6일 가이드 요제프 임보덴과 페터 자르바흐와 함께 일리자베스 부르나비가 처음으로 등정했다.

## 산장
봉우리를 연결하는 산장은 트라퀴 산장(Cabane de Tracuit, 3,256m)과 투어트만 산장(Turtmann, 2,519m)이다.
두 산장 모두 여름에는 눈이 내리지 않는다. 트라퀴 산장은 일반적으로 마을에서 산장까지 약 5시간의 길고 힘든 도보인 치날 계곡에서 접근할 수 있다.
투어트만 산장은 주로 바르호른 및 브루네크호른 등반에 사용된다. 투어트만 산장에서 비스호른을 등반하려면 수많은 크레바스가 있는 구간을 통과해 훨씬 더 긴 빙하 도보가 필요하다.

## 접급로
산장으로 가는 진입로는 북쪽의 론 계곡에서 시작된다. 지날로 가는 길은 시에르에서 시작하고 다른 길은 투어트만 마을에서 시작된다. 두 경우 모두 이 지역의 전형적인 훌륭하고 매력적인 산악 도로이다.

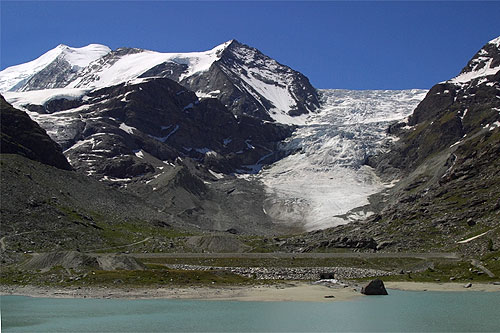
비스호른 (좌, 배경)과 투어트만 빙하(우)

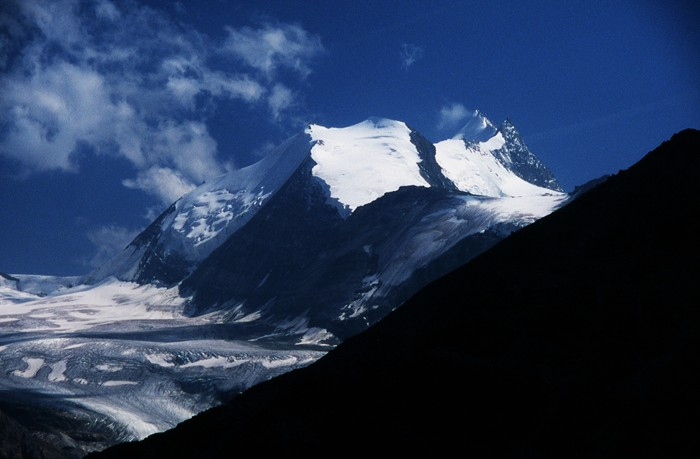
비스호른과 바이스호른 (우)